# Repsch
Repsch (auch Rzeptsch, polnisch Rzepcze) ist ein Ort in der Stadt- und Landgemeinde Oberglogau (Głogówek) im Powiat Prudnicki der Woiwodschaft Opole in Polen.

## Geographie
Das Angerdorf Repsch liegt fünf Kilometer nördlich von Oberglogau, 22 Kilometer östlich von Prudnik (Neustadt O.S.) und 32 Kilometer südlich von Opole (Oppeln) in der Nizina Śląska (Schlesische Tiefebene) an einem Arm der Hotzenplotz, die am westlichen Ortsrand entlang fließt. Durch den Ort führt die Woiwodschaftsstraße Droga wojewódzka 416.
Nachbarorte von Repsch sind im Nordwesten Kerpen (Kierpień), im Nordosten Nowy Dwór Prudnicki (Neuhof), im Osten der Weiler Schekai (Chudoba), im Süden die Stadt Oberglogau und im Südwesten Leschnig (Leśnik).

## Geschichte

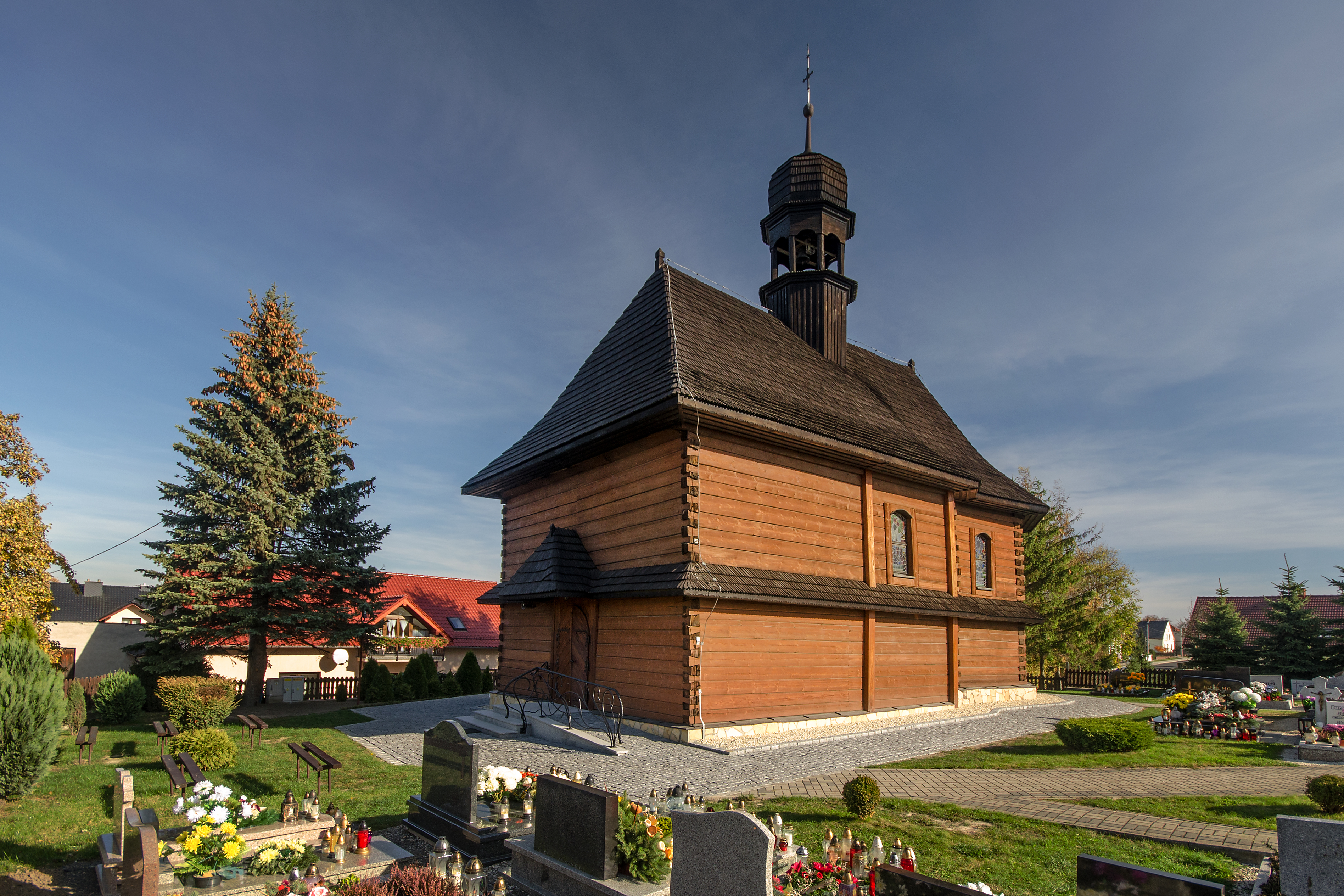
Schrotholzkirche St. Jakob

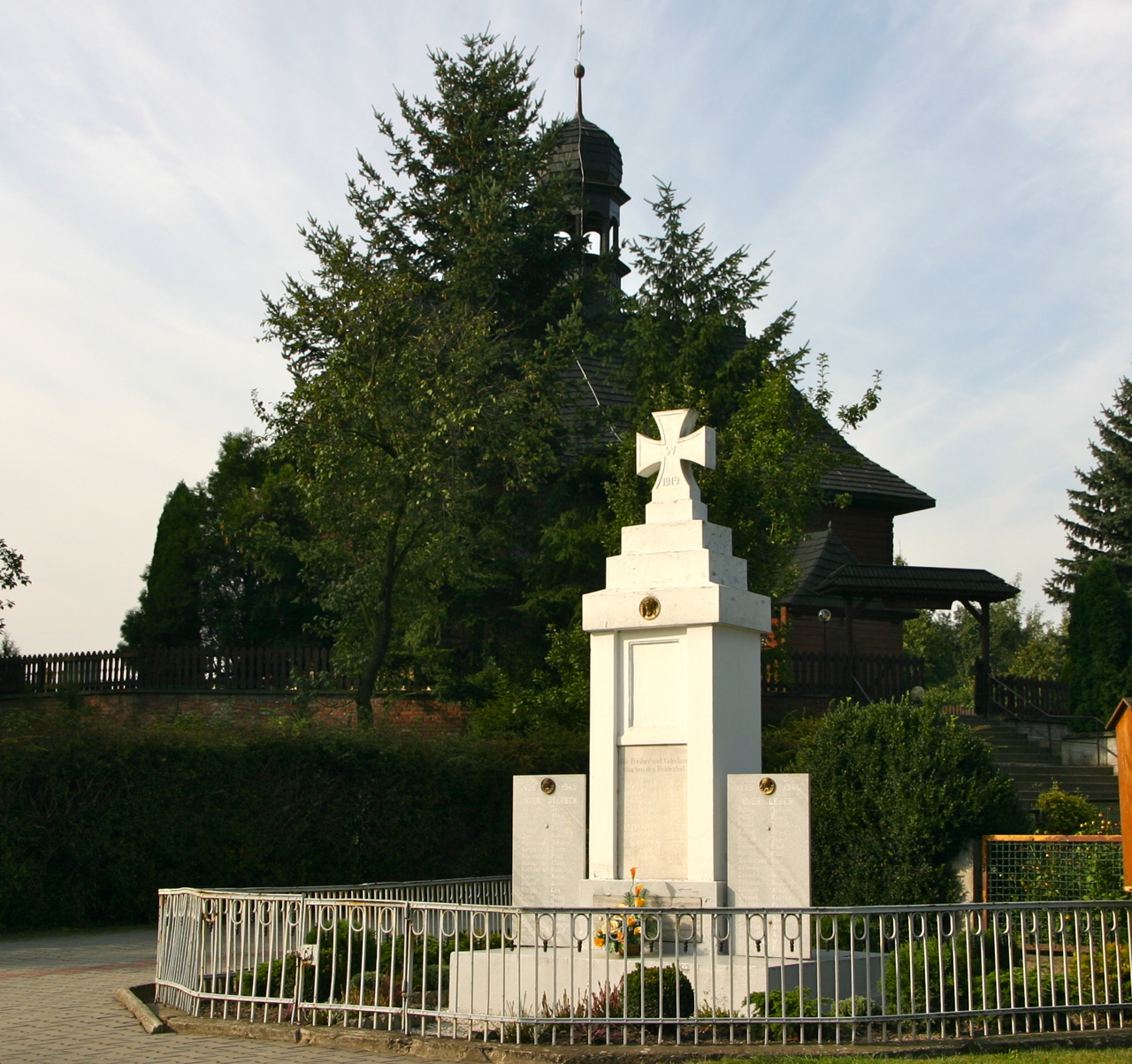
Gefallenendenkmal

„Ropzha“  wurde erstmals im Jahre 1295 im Breslauer Zehntregister Liber fundationis episcopatus Vratislaviensis urkundlich erwähnt. 1379 wurde es in der Schreibweise Reptsch erwähnt. Die örtliche St.-Jakob-Kirche ist für das Jahr 1447 belegt.
Nach dem Ersten Schlesischen Krieg fiel Repsch 1742 mit dem größten Teil Schlesiens an Preußen. 1784 sind belegt: ein Vorwerk, 12 Bauern, 20 Gärtner, einige Häusler, eine Mühle und 203 Einwohner.
Nach der Neugliederung der Provinz Schlesien gehörte die Landgemeinde Repsch ab 1816 zum Landkreis Neustadt O.S., mit dem sie bis 1945 verbunden blieb. 1845 bestanden im Ort ein Vorwerk, eine katholische Schule, eine Wassermühle, einen Kretschmar, eine Schmiede und 61 Häuser. Die Einwohnerzahl lag bei 388, davon einer evangelisch. 1865 bestanden in Reptsch sechs Bauern, drei Halbbauern, 23 Gärtner und 13 Häusler, eine katholische Schule mit 71 Schülern. Eingepfarrt war es nach Oberglogau. 1874 wurde der Amtsbezirk Schloß Ober Glogau II gebildet, dem die Landgemeinden Blaschewitz, Freiherrlich Dirschelwitz, Gräflich Dirschelwitz, Kerpen, Freiherrlich Mochau, Gräflich Mochau, Pauliner Mochau, Pauliner Wiese, Pleitersdorf, Rzeptsch und Schreibersdorf und die Gutsbezirke Adelenhof, Blaschewitz, Freiherrlich Dirschelwitz, Freiherrlich Mochau, Gräflich Dirschelwitz, Kerpen, Pauliner Wiese, Rzeptsch und Schreibersdorf eingegliedert wurden.
Bei der Volksabstimmung in Oberschlesien am 20. März 1921 stimmten 227 Wahlberechtigte für einen Verbleib bei Deutschland und 83 für Polen. Repsch verblieb beim Deutschen Reich. 1933 lebten im Ort 499 Einwohner, 1939 waren es 505 Einwohner.
Als Folge des Zweiten Weltkriegs fiel Reptsch 1945 an Polen, wurde in Rzepcze umbenannt und der Woiwodschaft Schlesien angeschlossen. 1950 wurde es der Woiwodschaft Opole eingegliedert, seit 1999 gehört es zum Powiat Prudnicki. Am 22. April 2009 wurde in der Gemeinde Oberglogau Deutsch als zweite Amtssprache eingeführt. Am 1. Dezember 2009 erhielt der Ort zusätzlich den amtlichen deutschen Ortsnamen Reptsch.

## Sehenswürdigkeiten und Denkmale
- Die römisch-katholische Jakobskirche (Kościół św. Jakuba Starszego) ist eine Schrotholzkirche aus dem Jahr 1751. Die barocke Kanzel aus dem 17. Jahrhundert enthält Bildnisse des Jesus Christus und der hll. August und Hieronymus.[8][9]
- Denkmal für die Gefallenen beider Weltkriege
- Altes Mühlegebäude
- Gebäude der ehemaligen Brennerei
- Wegekreuz

## Vereine
- Deutscher Freundschaftskreis
- Sportverein LZS Rzepcze

## Söhne und Töchter des Ortes
- Oscar Theodor Baron (1847–1927), Lepidopterologe, Entomologe, Ornithologe, Forschungsreisender und Ingenieur